# Echthrus niger
Echthrus niger là một loài tò vò trong họ Ichneumonidae.